# Iwan Monighetti
Iwan Monighetti (ur. 1948 w Rydze) – rosyjski wiolonczelista, dyrygent i pedagog.

## Życiorys
Był studentem Mstisława Rostropowicza w Moskiewskim Konserwatorium. W 1974 roku został laureatem głównej nagrody w Międzynarodowym Konkursie im. Piotra Czajkowskiego, lecz wieloletni zakaz wyjazdów poza granice ZSRR opóźnił jego międzynarodową karierę, która rozwinęła się dopiero pod koniec lat osiemdziesiątych.
Repertuar Monighettiego obejmuje muzykę dawną (wykonywaną na historycznym instrumencie) i najnowszą. Jego płyta z XX-wiecznymi utworami na wiolonczelę solo otrzymała nagrodę Diapason d’or. Specjalnie dla niego komponowali m.in. Frangiz Ali-Zade, Rudolf Kelterborn, Krzysztof Meyer.
W 2002 roku otrzymał nagrodę Fryderyka za nagranie: Jan Sebastian Bach – Sześć suit na wiolonczelę solo, DUX.
W 1999 roku Monighetti zadebiutował jako dyrygent. Koncertował też w wielu krajach w założonym przez siebie zespołem Boccherini Camerata.
Mieszka w Szwajcarii, gdzie naucza w Akademii Muzycznej w Bazylei (pod jego kierunkiem uczyła się m.in. Sol Gabetta). Gościnnie uczy też w Konserwatorium im. Królowej Sofii w Madrycie.
Monighetti od lat bardzo związany jest z Polską. Po raz pierwszy wystąpił w 1979 roku na festiwalu muzyki współczesnej Warszawska Jesień. Często bywa zapraszany jako solista, a także jako pedagog. Był gościnnym profesorem w Akademii Muzycznej w Krakowie.
Od sezonu 2013/2014 jest artystą rezydentem Filharmonii Łódzkiej im. Artura Rubinsteina.
20 lutego 2015 r. podczas koncertu na stulecie Filharmonii Łódzkiej im. Artura Rubinsteina został odznaczony odznaką honorową „Zasłużony dla Kultury Polskiej”.
24 lutego 2017 roku otrzymał tytuł doktora honoris causa Akademii Muzycznej w Krakowie.